# Ferdinand Anton Ernst Porsche
Ferdinand Anton Ernst Porsche, ismertebb nevén Ferry Porsche (Bécsújhely, Osztrák–Magyar Monarchia 1909. szeptember 19. – Zell am See, Ausztria 1998. március 27.) mérnök, autóipari menedzser a Porsche sportkocsik névadója, édesapja Ferdinand Porsche. Fia Ferdinand Alexander Porsche a legendás Porsche 911 tervezője.

Ferry Porsche szakmai karrierje szorosan összekapcsolódik apjával, aki megosztotta vele mérnöki tudását, tapasztalatait. Gépjármű tervező irodájukat közösen nyitották meg 1931-ben Stuttgartban. A német kormánytól is gyakran kaptak megrendeléseket, több üzleti találkozón vettek részt Hitlerrel. Az egyik legismertebb kormánytól származó megbízatásuk a Volkswagen Bogár megtervezése volt, ami végül 1938-ban került gyártásba és egészen 2003-ig – hatvanöt éven keresztül – gyártották kisebb változtatásokkal.
A háború után – míg háborús bűnökkel vádolt édesapja Franciaországban volt börtönben – Ferry vezette a céget, átsegítette a Volkswagent a politikai és gazdasági válságokon és ő alkotta meg az első olyan autókat, amelyet a közvélemény a Porsche márkanévvel azonosított és tette a Porschét a világ egyik legismertebb sportkocsi gyártó vállalatává.

## Élete

### Gyermekkora
Ferry édesapja Ferdinand Porsche az Austro-Daimlernél dolgozott tervezőként – kompakt utcai autók és versenyautók fejlesztésén dolgozott. Szabadidejében autóversenyzéssel is foglalkozott – Ferry születése napján Semmeringben egy győztes verseny után értesült róla táviratban, hogy fia született.
Ferry Porsche édesanyja Aloisia Johanna Kaes. Öt évvel idősebb nővére, Louise a későbbi Volkswagen vezér Ferdinand Piëch édesanyja. Születésekor Ferdinand Anton Ernst Porsche névre keresztelték, a Ferdinand nevet apja után, az Anton nevet nagyapja után, az Ernst nevet az anyai nagybátyja után kapta. Kora gyermekkorában kapta a „Ferry” becenevet – ez a Ferdinand egyik szokásos becézése.
A születése utáni években a család többször költözött. Édesapjával sok időt töltöttek műhelyekben, hogy elsajátítsák a mérnöki, gépipari tudományokat, illetve bejárták Európát és az Egyesült Államokat ahol saját maguk tervezte versenyautókkal versenyeztek.
1919 karácsonyán a szülei eredetileg egy kecske által húzott kis kocsival szerették volna meglepni, de végül az apja egy saját maga tervezte és készített valódi hat lóerős kéthengeres négyütemű kis autót készített neki. Már tízévesen megtanult vezetni és tizenkét évesen igazi Austro-Daimler Sascha versenyautót vezethetett – ez az autó a 19. helyen végzett az 1922-es Targa Florio versenyen Szicílián.
Bécsújhelyen és Stuttgartban végezte tanulmányait, elsősorban a matematikára koncentrálva.

### Stuttgarti évek
1923-ban a család Stuttgartba költözött, mert Ferdinand Porschét nyugtalanították az Austro Daimler pénzügyei és bizonytalannak érezte a cég helyzetét. A Daimler Motoren Gesellschaft tervezési osztályán helyezkedett el Stuttgart-Untertürkheimben és hamarosan műszaki igazgató lett.
Eközben Ferry Porsche lehetőséget kapott a gyártól, hogy apjával együtt dolgozzon, mint tervező – a városi hatóságoktól külön gépkocsivezetői engedélyt kapott, mert ekkor még csak tizenhat éves volt.
1929-ben Ferdinand Porsche átmeneti ideig műszaki igazgatóként a Steyr AG alkalmazásában állt Ausztriában, de Ferry továbbra is Stuttgartban maradt, hogy folytathassa tanulmányait. Eközben apja már saját stuttgarti tervező irodájának megnyitásán dolgozott.
Tanulmányai mellett és azok befejezése után 1928-ban Ferry a Boschnál dolgozott gyakornokként, ahol elmélyíthette a mérnöki tudását. Ezeken felül 1930-tól további órákat vett fizikából és mérnöki tudományokból, de hivatalosan soha nem iratkozott be egyetemre.

### Ferdinand Porsche tervező iroda

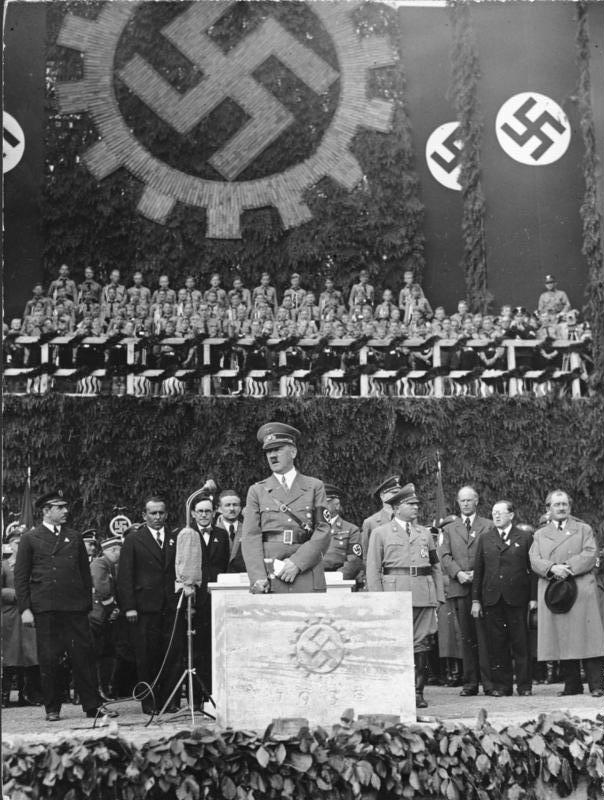
Adolf Hitler beszédet mond a Kdf-Fabrik (Volkswagen) 1938. május 26-i alapkőletételénél – a kép jobb szélén Ferdinand Porsche

Az 1930-as évekre Stuttgart autóipari központtá nőtte ki magát, a régióban telepedtek le Németország legjelentősebb autóipari cégei, ezért ideális telephely választás volt a Porsche tervezőiroda számára. Ferdinand Porsche – Ferryvel az oldalán – 1931 áprilisában nyitotta meg irodáját „Dr. Ing. h.c. F. Porsche GmbH Konstructionsbüro für Motoren, Fahrzeuge, Luftfahrzeuge und Wasserfahrzeugbau” néven. A Porsche GmbH-t 1931-ben alapította meg Ferdinand Porsche Adolf Rosenberger és dr. Anton Piëch. Rosenberger kezelte a cég pénzügyeit, Piëch a jogi támogatást nyújtotta a két Porsche pedig a mérnöki, technikai tudásbázist és tapasztalatot hozta a cégbe. Németországban a 30-as évek elején csúcsosodott ki a gazdasági válság, ami politikai válságot és bizonytalanságot is hozott magával – a politikai életben egyre inkább a nemzetiszocialisták domináltak. Ezek mellett az alakuló Porsche vállalatnak személyzethiányból adódó gondokkal is meg kellett küzdeni – ezek együttesen meglehetősen korlátozták a cég kilátásait a jövőt illetően.
A hátráltató tényezőktől függetlenül a Porsche jó néhány megbízatást kapott olyan nagynevű cégektől, mint a Wanderer, az Auto Union, és a Zündapp. Néhány fejlesztésével már ekkor autótörténelmet írt a cég – ilyen volt például az Auto Union „ezüstnyíl” versenyautói.
Porsche ezen idő alatt egy barátinak mondható kapcsolatot épített ki Adolf Hitlerrel és így a cégnek lehetősége nyílt bekapcsolódni katonai projektekbe. A Porsche cég fejlesztéseivel támogatta a politikai vezetést, de a zsidó származású Adolf Rosenbergnek letartóztatása után el kellett hagynia Németországot és Franciaországba települt – a továbbiakban itt látta el a Porsche GmbH képviseletét.
Ferry Porsche ezekben az időkben a tervezési osztályt és az ügyfélmenedzsmentet vezette. 1935 január 10-én feleségül vette Dorothea Reitzet, akit még évekkel azelőtt a Daimler-Benznél ismert meg és Dorothea 1985-ben bekövetkezett haláláig együtt maradtak. A házaspárnak négy gyermeke született: Ferdinand Alexander (1935), Gerhard (1938), Hans-Peter (1940), valamint Wolfgang (1943).
Amikor Ferry édesapja 1938-ban Wolfsburgba költözött, hogy a Volkswagen kifejlesztésén dolgozzon, illetve a gépkocsi gyártását végző üzem beindításánál segédkezzen Ferry lett a stuttgarti tervező iroda megbízott vezetője és a tervező részleget átköltöztették Stuttgart Zuffenhausen városrészébe.

#### Volkswagen

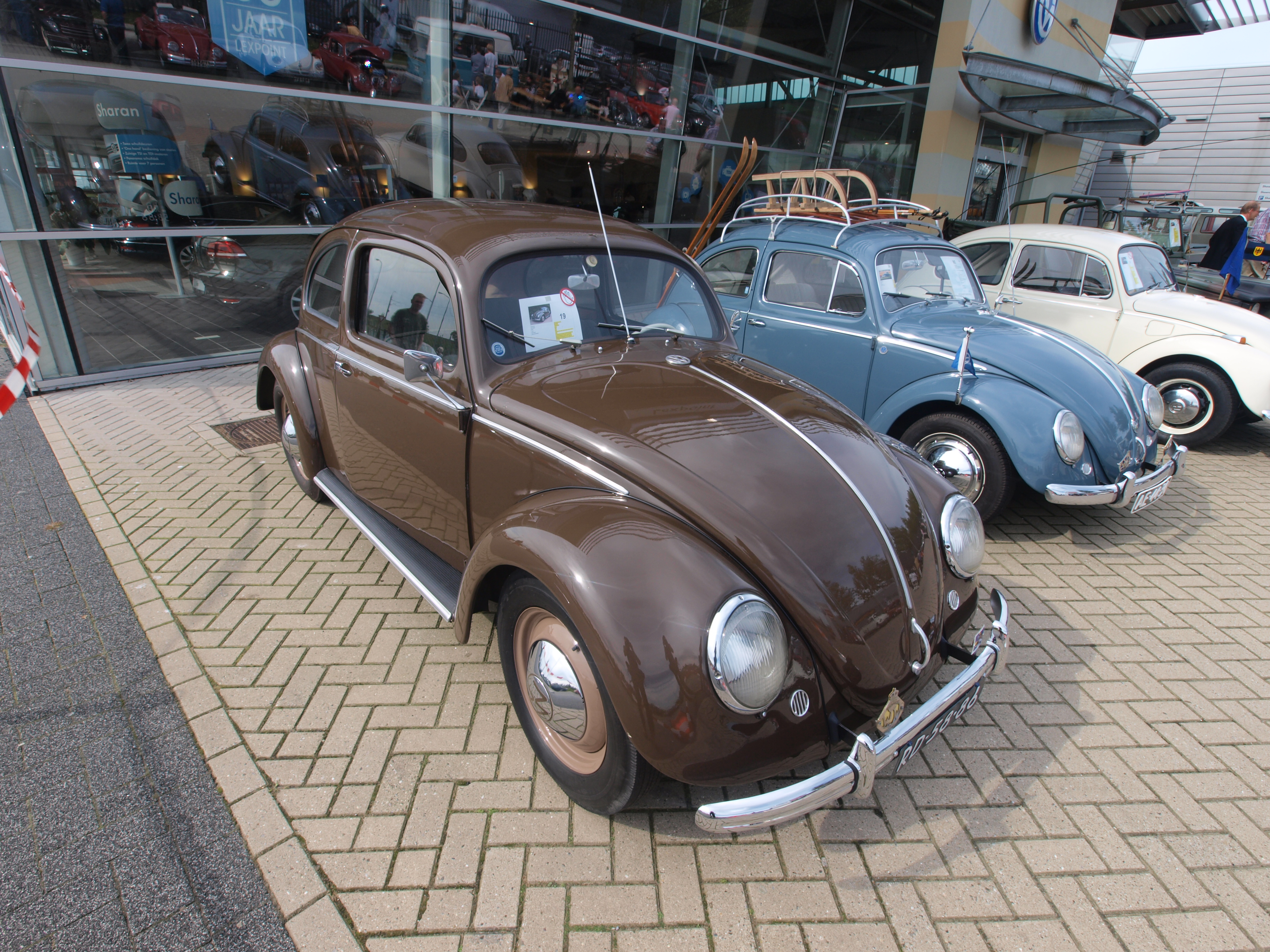
Volkswagen Bogarak – az előtérben egy 1949-ben gyártott példány

Ferdinand Porsche régi vágya volt, hogy megkonstruáljon egy olyan kis kompakt autót amit a semmiből, alapjaiból tervez meg, ahelyett, hogy felhasználna meglévő terveket. A stuttgarti Feuerbach utcai lakásukban kezdte el a tervezést fia Ferry bevonásával. A munkálatokat kezdetekben a Zündapp támogatta, azonban később – üzleti okokból – kihátrált a projektből. 1934-ben sikerült Hitlert és a nemzetiszocialista vezetést megnyerni a tervnek és zöld utat kapott a cég, hogy az „egy megfizethető autó minden német családnak” propaganda keretein belül megtervezze az autót. Az autót eredetileg Porsche Modell 60-ra keresztelték volna, de már a munkálatok elején propaganda okokból KdF-Wagen néven említették (utalva a Kraft durch Freude állami szabadidős szervezetre) végül a Volkswagen (Népautó) nevet kapta. A Volkswagen Käfer (Bogár) nevet a köznyelv akasztotta az autóra, utalva az autó formájára – ennek a névnek az angolosított változatát aztán évtizedekkel később a Volkswagen AG hivatalos formában is alkalmazta a Volkswagen Beetle modellnél.
A családi garázsban épült meg 1934-ben az első három prototípus és még ugyanebben az évben Ferdinand és Ferry Porsche megalapította a Volkswagen AG-t. A wolfsburgi gyár 1939-es megnyitásakor Ferdinand Porsche lett a cég igazgatója.

#### Auto Union és Wanderer

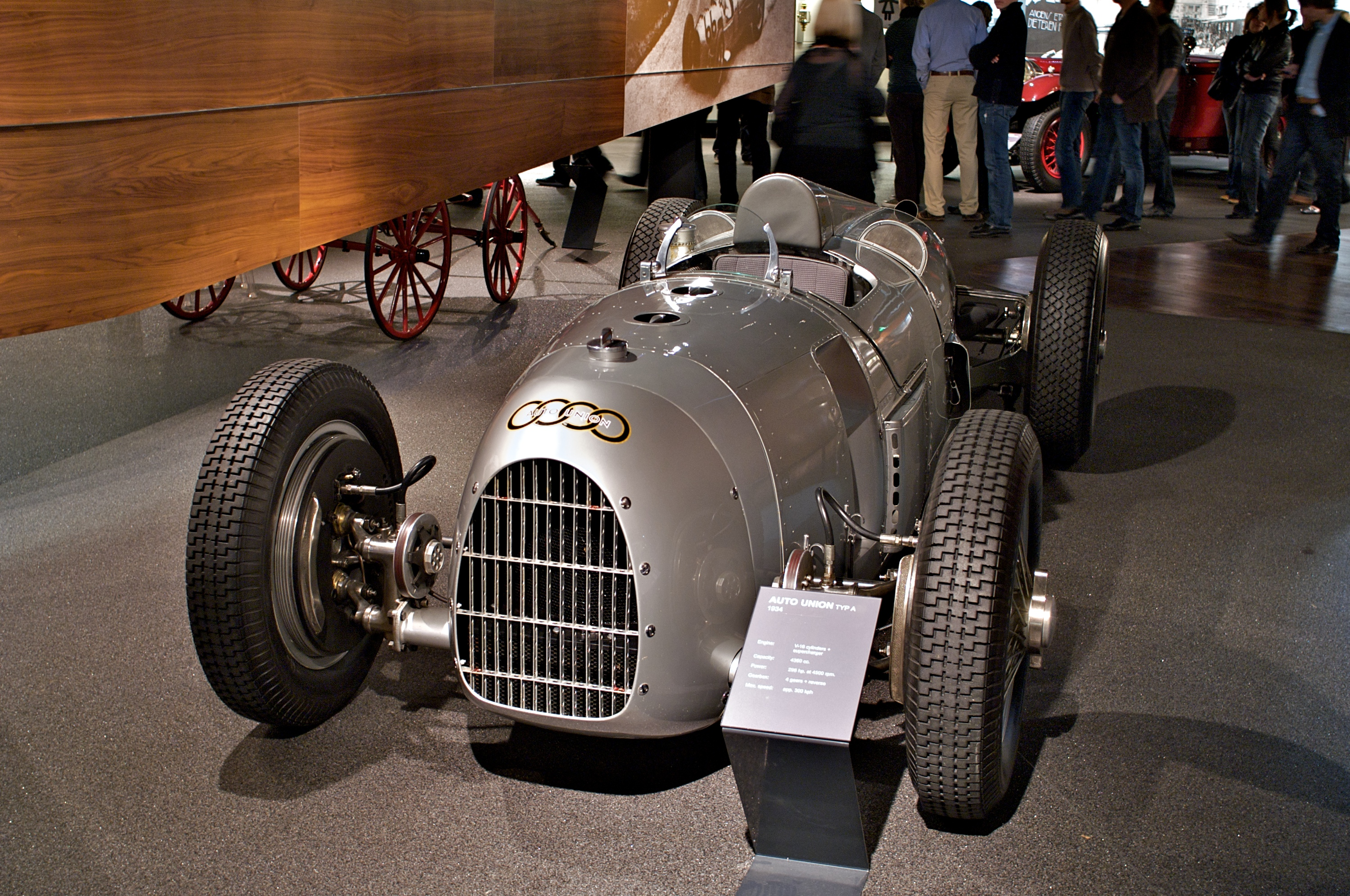
Auto Union Typ A (1934)
Az autó elején jól látható az Auto Union logója, a négy karika a négy beolvasztott céget jelképezi. Napjainkban a jogutód Audi használja a logót.

Adolf Hitler úgy határozott, hogy a német állam támogatja a német versenyautó-sportot a Grand Prix versenyeken. Az erre kiírt pályázatot a Daimler-Benz nyerte meg, maga mögé utasítva a szintén pályázó Wanderert. A Wanderer ekkor a Porsche tervezőirodához fordult. 1932-ben Ferdinand Porsche Hitlernél történt személyes közbenjárására a Wanderer ajánlatát elfogadták.
A Porsche tervezőiroda aktívan részt vett a versenyautó tervezésében és végül egy 4,4 literes V16-os 295 lóerős alumínium vázas autót fejlesztettek ki – a Typ A-t, amit még három variáns követett.
1934-ben az Audi, a DKW, a Horch és a Wanderer gépjárműgyártó részlegének összevonásával megalakult az Auto Union, amelynek a vezetője Ferdinand Porsche lett. A Daimler-Benz és az Auto Union is a náci propaganda eszköze volt a versenysportban. Az 1930-as években a két cég versenyautói uralták a versenypályákat.
Ferdinand Porsche 1938-ban – szerződése lejártával – elhagyta a céget.

### A második világháborúban
A háború alatt a cég fontos beszállítója és partnere volt a német hadseregnek. Stuttgart ipar és beszállítói központként a bombázások állandó célpontjává vált, ezért Ferry Porsche úgy döntött, hogy a tervező részleget az ausztriai Gmündbe, illetve Zell am Seebe költözteti. Ferry mindezek közben Stuttgartban maradt, hogy az üzleti tevékenységet koordinálja. A háborús évek alatt Ferdinand Porsche mindvégig kitartott Wolfsburgban, hogy a gyárat irányítsa, jóllehet ekkor már kapacitás, illetve nyersanyag problémák miatt leálltak a civil lakosság számára készülő gépkocsik készítésével és átálltak a katonai terepjárók, a Kübelwagenek gyártására.
Hitler bukása után a francia kormány felkérte a Porsche céget, hogy tervezzen a Volkswagen mintájára egy francia népautót, akár úgy, hogy a  wolfsburgi gyár maradványait Franciaországba költözteti. Néhány francia nacionalista az autómágnás Jean Pierre Peugeot vezetésével megfúrta a tervet és elérte, hogy a hivatalos wolfsburgi találkozón letartoztassák háborús bűnökre való hivatkozással Ferdinand és Ferry Porschét, illetve Louise Porsche férjét Anton Piëchet. Hivatalosan soha nem vádolták meg őket és mindenféle per nélkül fejenként 500 000 frank megfizetését kérték szabadságukért cserébe. Végül Ferdinand Porschét csak húsz hónap Dijonban eltöltött fogság után engedték szabadon. Ferry Porsche 1946 júliusában Ausztriába költözött.

## A Porsche Gmündben

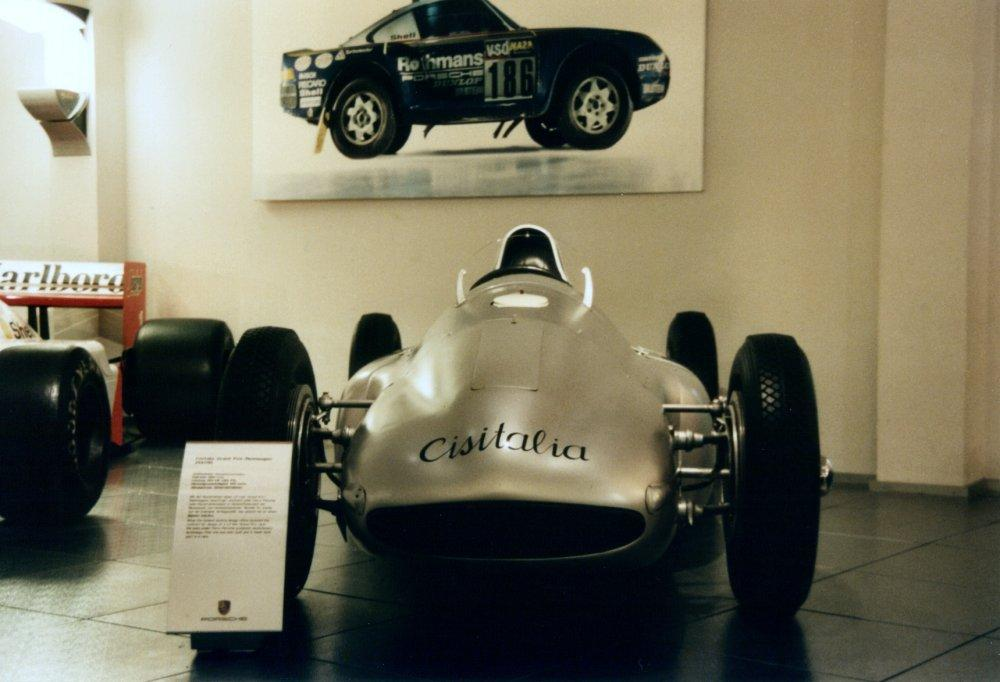
Porsche 360 Cisitalia

Szabadulása után, Ferry Porsche megkísérelt visszatérni Stuttgartba, de a szövetséges hatalmak megtiltották neki. Ennek következtében, 1946 júliusában a vállalat összes részlegét Gmündbe telepítette. Ferry és Louise húga együtt vezették a céget, autók javításával, esztergagépek és vízszivattyúk forgalmazásával foglalkoztak. Idővel két autó megtervezésére kaptak megbízást – az egyik a Cisitalia csapat versenyautója a Porsche 360, a másik a később Porsche 356 típusjelzéssel forgalomba került utcai sportkocsi volt.

### Porsche 360 Cisitalia
Carlo Abarth közvetítésével a Porsche újra versenyautót tervezett, ez lett a Porsche 360 Cisitalia, az első olyan autó, ami a család nevét viseli. A tervezés a háború előtti jegyeket követi ám a korábban szokásosnál jóval kisebb 1,5 literes feltöltött motorral látták el és összkerékhajtással rendelkezett.

### Porsche 356

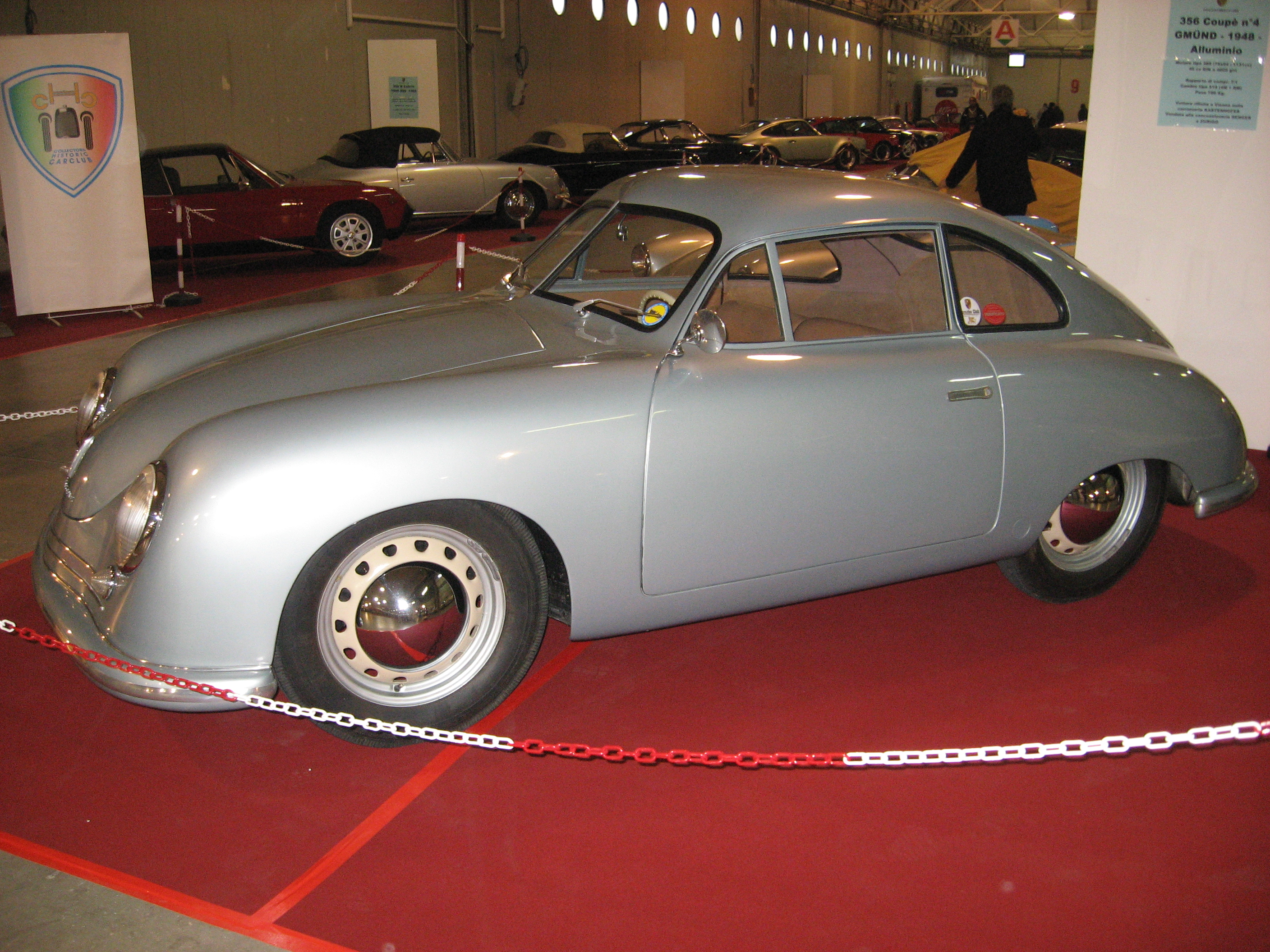
Porsche 356 (1948)

Ferry apja nyomdokain a Volkswagen Bogár alapjain tervezte meg a Porsche 356-ost. Az első 356-os négyhengeres 35 lóerős boxermotorral rendelkezett. Az első szállítmányt egy zürichi kereskedő rendelte meg és 1947 telén Ferry Porsch felügyeletével elkezdődött a gyártás. Az autókat teljes egészében kézzel, manufakturális körülmények között szerelték össze. 1948 júniusáig 50 db autó készült el alumínium karosszériával, továbbá három alvázat küldtek a Beutlerhez Svájcba, ahol kabriót szereltek össze belőlük.
Kompakt mérete ellenére az autó nagyon sikeres lett a tehetős vásárlók között. A 356-os kereskedelmi sikere teremtette meg a Porschének azt a lehetőséget, hogy felhagyjon a más cégek megbízásából történő tervezéssel és teljesen önállóan a saját termékeinek fejlesztésére koncentráljon. A 356-os sokáig gyártásban maradt, 1965-ig 78 000 darab készült el, az utódmodellnek szánt 911-es sem tudta évekig leváltani, mert annak megjelenése után sem csökkent az igény a 356-osra. Az évek alatt több kisebb-nagyobb módosításon ment keresztül a modell, nyugdíjba vonulásakor már két literes 130 lóerős motorral szerelték, ami tekintve az autó tömegét, illetve a konkurens modellek paramétereit, nagyon tekintélyes teljesítmény volt.

## Porsche AG
Apja 1951-es halálát követően lett a cég igazgatótanácsának elnöke. 1972-ben úgy döntött, hogy átalakítja a céget és három különböző céget hozott belőlük létre – szétválasztva a tevékenységi köröket, de úgy, hogy a Porsche AG mint részvénytársaság összefogja azokat :
- Dr. Ing. h.c. F. Porsche KG stuttgarti központtal
- VW-Porsche Vertriebsgesellschaft ludwigsburgi központtal
- Porsche Konstruktion KG salzburgi központtal

Ferry lemondott az elnöki tisztségről – bár a felügyelő bizottság tiszteletbeli elnöke maradt 1998-ban bekövetkezett haláláig – és megegyeztek a családtagok, hogy nem vállalnak vezető beosztást a cég működtetésében.
Bár a Porsche részvénytársasággá vált, egészen a közelmúltig a Porsche és a Piëch család birtokolta a részvények többségét.

## Halála
Ferry Porsche 1989-ben vonult vissza az üzleti életben való aktív szerepléstől. 74 nappal a Porsche vállalat 50 éves jubileuma előtt
1998. március 27-én hunyt el 88 éves korában az ausztriai Zell am Seeben.